# 赤色クロロフィルカタボライトレダクターゼ
赤色クロロフィルカタボライトレダクターゼ（red chlorophyll catabolite reductase）は、次の化学反応を触媒する酸化還元酵素である。
一級蛍光クロロフィルカタボライト + NADP+ {\displaystyle \rightleftharpoons } 赤色クロロフィルカタボライト + NADPH + H+
反応式の通り、この酵素の基質は一級蛍光クロロフィルカタボライトとNADP+、生成物は赤色クロロフィルカタボライトとNADPHとH+である。
組織名はprimary fluorescent chlorophyll catabolite:NADP+ oxidoreductaseで、別名にRCCR, RCC reductase, red Chl catabolite reductaseがある。